# پایین شادده
شاده (گته روْست)(بخش اصلی) جیر شاده (جیر شادده)(جیر شاهده) و فرئی روست جور شاده (جور شادده) (جور(بالا) شاهده) ایسه) روستایی کلاستوان/شاهرستان سیاٚٓئهكلٚ مین ایسه ایراٚٓنوٚ گیلاٚٓن‌ٚ مین .

## جمعیت
این روستا در دهستان لفمجان قرار دارد و براساس سرشماری مرکز آمار ایران در سال ۱۳۸۵، جمعیت آن ۲۸۲ نفر (۱۱۰خانوار) بوده‌است.